# Distrito electoral 11 (condado de Dawes, Nebraska)
El distrito electoral 11 (en inglés: Precinct 11) es un distrito electoral ubicado en el condado de Dawes en el estado estadounidense de Nebraska. En el Censo de 2010 tenía una población de 569 habitantes y una densidad poblacional de 1,15 personas por km².

## Geografía
El distrito electoral 11 se encuentra ubicado en las coordenadas 42°51′11″N 103°24′37″O / 42.85306, -103.41028. Según la Oficina del Censo de los Estados Unidos, el distrito electoral 11 tiene una superficie total de 493.31 km², de la cual 492.68 km² corresponden a tierra firme y (0.13%) 0.62 km² es agua.

## Demografía
Según el censo de 2010, había 569 personas residiendo en el distrito electoral 11. La densidad de población era de 1,15 hab./km². De los 569 habitantes, el distrito electoral 11 estaba compuesto por el 95.25% blancos, el 0.18% eran afroamericanos, el 0.7% eran amerindios, el 0.35% eran asiáticos, el 1.23% eran isleños del Pacífico, el 0.18% eran de otras razas y el 2.11% pertenecían a dos o más razas. Del total de la población el 0.35% eran hispanos o latinos de cualquier raza.